# Liste französischer Poetiken

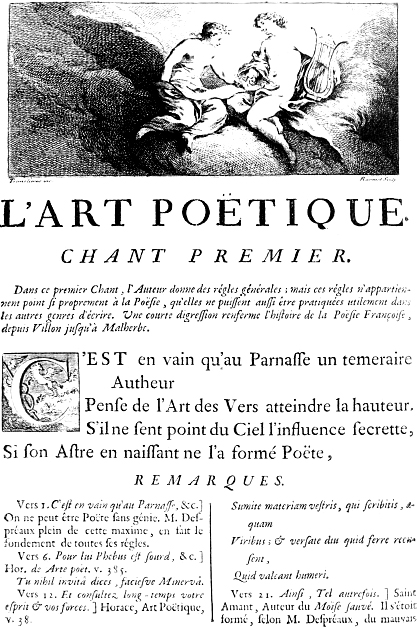
C'est en vain qu'au Parnasse un téméraire auteur / Pense de l'art des vers atteindre la hauteur. (Vergebens denkt ein verwegener Schriftsteller die Höhe der Dichtkunst im Parnaß zu erreichen.) – L'Art poétique von Boileau (Anfang des Chant premier – mit einer kurzen Geschichte der französischen Poesie von Villon bis Malherbe)

Dies ist eine Liste französischer Poetiken. Sie liefert einen Überblick zu französischen Poetiken und poetologischen Texten, d. h. Texten der Dichtungstheorie – im Französischen als Art poétique (Dichtkunst) bezeichnet – schwerpunktmäßig vom 16. bis ins 20. Jahrhundert hinein, erhebt allerdings keinen Anspruch auf Aktualität oder Vollständigkeit.

## Kurzeinführung
Die klassizistische Orientierung erfolgte in Frankreich zunächst an antiken Vorbildern (wie der Poetik des Aristoteles und des Horaz) und an der italienischen Dichtung und Dichtungstheorie. Exemplarisch für die klassizistische französische Dichtungstheorie ist das 1674 zuerst erschienene Werk L‘Art poétique (Die Dichtkunst) von Nicolas Boileau. Als Auslöser der eigentlichen Gegenbewegung gegen den Klassizismus wird das Werk Querelle des Anciens et des Modernes (Streit der Alten und der Neuen) von Charles Perrault betrachtet, das in vier Bänden 1688–1696 in Paris erschien.
Die folgende chronologische Übersicht ist vorwiegend ausgerichtet an dem zweibändigen Übersichtswerk Französische Poetiken von Frank-Rutger Hausmann, Elisabeth Gräfin Mandelsloh und Hans Staub aus dem Reclam-Verlag (RUB), das sowohl 'ganze' Poetiken enthält als auch spezielle die Poetik betreffende Auszüge aus verschiedenen Werken unterschiedlicher Natur.

## Liste
- Eustache Deschamps, L’Art de dictier (1392)
- François Rabelais, Pantagruel (1532)
- Peletier du Mans, L’Art Poëtique d’Horace... (1544/45)
- Peletier du Mans, L’Art Poëtique (1555)
- Thomas Sébillet, Art poétique françoys (1548)
- Joachim du Bellay, La Deffence et Illustration ... (1549)
- Pierre de Ronsard, Abrégé de l’Art Poétique François (1565)
- Pierre de Ronsard, La Franciade. Au lecteur ... (1587)
- Michel de Montaigne, Essais (undatiert)
- Pierre de Deimier, L’Academie de l’Art Poëtique (1610)
- Jean de Mairet, Silvanire ... Préface (1631)
- Claude Favre de Vaugelas, Remarques sur la langue françoise ... (1647)
- D’Aubignac, La pratique du théâtre (1657)
- Pierre Corneille, Trois discours ... (1660)
- Jean Racine, Bérénice. Préface (1671)
- Pierre Richelet, La Versification françoise (1672)
- Nicolas Boileau, Art poëtique (1674)
- Charles Perrault, Parallele des Anciens et des Modernes... (1688–97)
- François Fénelon, Lettre à l’Academie (1714/16)
- Jean-Baptiste Dubos, Reflexions critiques ... (1719)
- Vauvenargues, Fragments (undatiert)
- Charles Batteux, Les Beaux-Arts ... (1746)
- Charles Batteux, Traité de la construction oratoire (1763)
- Denis Diderot, Entretiens sur le Fils Naturel (1757)
- Denis Diderot, De la poésie dramatique (1758)
- Jean-François Marmontel, Siemens de littérature (1763/87)
- Antoine de Rivarol, Discours sur l’universalité ... (1784)
- Antoine de Rivarol,  Notes, Maximes et Pensées (undatiert)
- André Chénier, Essai sur les causes et les effets de la perfection ... (undatiert)
- Marquis de Sade, Idée sur les romans (1799/1800)
- Joseph Joubert, Pensées (undatiert)
- Madame de Stael, De l’Allemagne (1810/13)

- Victor Hugo, Préface de Cromwell (Vorrede zu Cromwell)[4] (1827/1829)
- Victor Hugo, Vorrede zur von Les Orientales (1829)
- Émile Deschamps, Vorwort zur Sammlung französischer und fremdsprachiger Dichtungen (1828)
- Honoré de Balzac, Vorwort zum Roman Das Chagrinleder (1831)
- Honoré de Balzac, Vorrede zur Menschlichen Komödie (1842)
- Alphonse de Lamartine, Die Bestimmung der Poesie (1834)
- Théophile Gautier, Vorrede zu den Gedichten (1832/1833)
- Théophile Gautier, Vorrede zu Mademoiselle de Maupin (1834/1835)
- Charles Baudelaire (Kunstkritik), Besprechung des Salon von 1846
- Charles Baudelaire (Kunstkritik), Weltausstellung von 1855
- Charles Baudelaire (Kunstkritik), Besprechung des Salon von 1859
- Charles Baudelaire (Kunstkritik), Der Maler des modernen Lebens (1863)
- Charles Baudelaire (Literaturkritik), Neue Bemerkungen über Edgar Poe (1857)
- Charles Baudelaire (Literaturkritik), Théophile Gautier (1859)
- Charles Baudelaire (Literaturkritik), Victor Hugo (1861)
- Charles Baudelaire (Vorrede), Notizen, Entwürfe für eine Vorrede für die Blumen des Bösen
- Charles Baudelaire (Vorrede), Widmung der Kleinen Gedichte in Prosa
- Charles Baudelaire (Autobiographische Aufzeichnung), Raketen (Auswahl)
- Charles Baudelaire (Autobiographische Aufzeichnung), Mein entblößtes Herz (Auswahl)
- Gustav Flaubert, Briefe (1846–1880)
- Charles Marie Leconte de Lisle, Vorwort zu den Poëmes antiques (1852)
- Charles Marie Leconte de Lisle, Besprechung der zweiten Ausgabe der Fleurs du mal (1861)
- Charles Marie Leconte de Lisle, Der Dichter unserer Zeit. Vorrede (1864)
- Théodore de Banville, Kleine Abhandlung über die französische Dichtkunst (1872)
- Arthur Rimbaud, Briefe (1871)
- Arthur Rimbaud, Eine Zeit in der Hölle (1873)
- Stéphane Mallarmé, Ketzereien, die Kunst betreffend. Die Kunst für alle (1862)
- Stéphane Mallarmé, Musik und Literatur (1895)
- Stéphane Mallarmé, Abschweifungen (1892–1897)
- Stéphane Mallarmé, Fragmente und Notizen (1865–1895)
- Joris-Karl Huysmans, Gegen den Strich (1884)
- Albert Mockel, Bemerkungen zu literarischen Fragen (1894)
- Gustave Kahn, Vorwort über den freien Vers (1897)
- Émile Zola, Der experimental-Roman (1880)
- Émile Zola, Der naturalistische Roman in Frankreich (1881)
- Guy de Maupassant, Der Roman (1887)
- Marcel Proust, Auf der Suche nach der verlorenen Zeit
- Paul Claudel, Betrachtungen und Gedanken über den französischen Vers (1923)
- Paul Valéry, Über das Sprechen von Versen (1926)
- Paul Valéry, Dichtkunst und abstraktes Denken (1939)
- Paul Valéry, Notizbuch eines Dichters (1928)
- Paul Valéry, Poésie pure (1928)